# Apple Public Source License
Apple Public Source License（アップル パブリックソースライセンス、APSL）は、オープンソースライセンスと自由ソフトウェアライセンスの2つの性格を有するライセンスである。AppleのDarwinはこの自由ソフトウェアライセンスの下に公開されている。両ライセンスはボランティアで管理されており、Darwinの多くを作り出したコミュニティと深い関係にある。
Apple Public Source Licenseのバージョン1.0はオープンソース・イニシアティブ (OSI) により承認された。2003年7月29日に公開されたバージョン2.0はフリーソフトウェア財団 (FSF) のガイドラインに則って作成され、OSIに承認された。
FSFはApple Public Source License 2.0を自由ソフトウェアライセンスとして承認したが、それがGNU General Public License (GPL) と互換性がないこと、またその下で作成されたソフトウェアが全くのプロプライエタリソフトウェアに転用可能であるためコピーレフトライセンスでないことを理由とし、既にそのライセンス下にあるソフトウェアプロジェクトを除いて、開発者たちにAPSLの下でソフトウェアを開発しないよう勧めている。
Bonjour Zeroconf スタックなど、Appleの多くのソフトウェアはより自由で論争の少ないApache License下に移転されているところである。